# West Coast Eagles
Pour les articles homonymes, voir Eagles (homonymie).
Le West Coast Eagles Football Club est une équipe de football australien évoluant en AFL.
L'équipe est basée dans la ville de Perth en Australie Occidentale.
Le club a été créé en 1986 et est surnommé Eagles. Le maillot des Eagles est constitué de trois bandes, bleue, blanche et jaune.
West Coast est le premier club en dehors du Victoria à avoir atteint la finale en 1991 (battu par Hawthorn 139 - 86) et à gagner la finale en 1992 face à Geelong 113 - 85.
En 1994, les Eagles remportent un second titre en battant de nouveau Geelong 143 - 63.
Les Eagles se qualifient pour leur quatrième finale en 2005 mais s'inclinent face aux Sydney Swans 58 - 54.
West Coast prendra sa revanche sur les Swans la saison suivante en les battant en finale 85 - 84.
En 2015, les Eagles retrouvent la finale après avoir terminé en deuxième place lors de la saison régulière. Les Eagles s'inclineront finalement sur le score de 107 à 61 face aux Hawthorn Hawks.